# 세계수

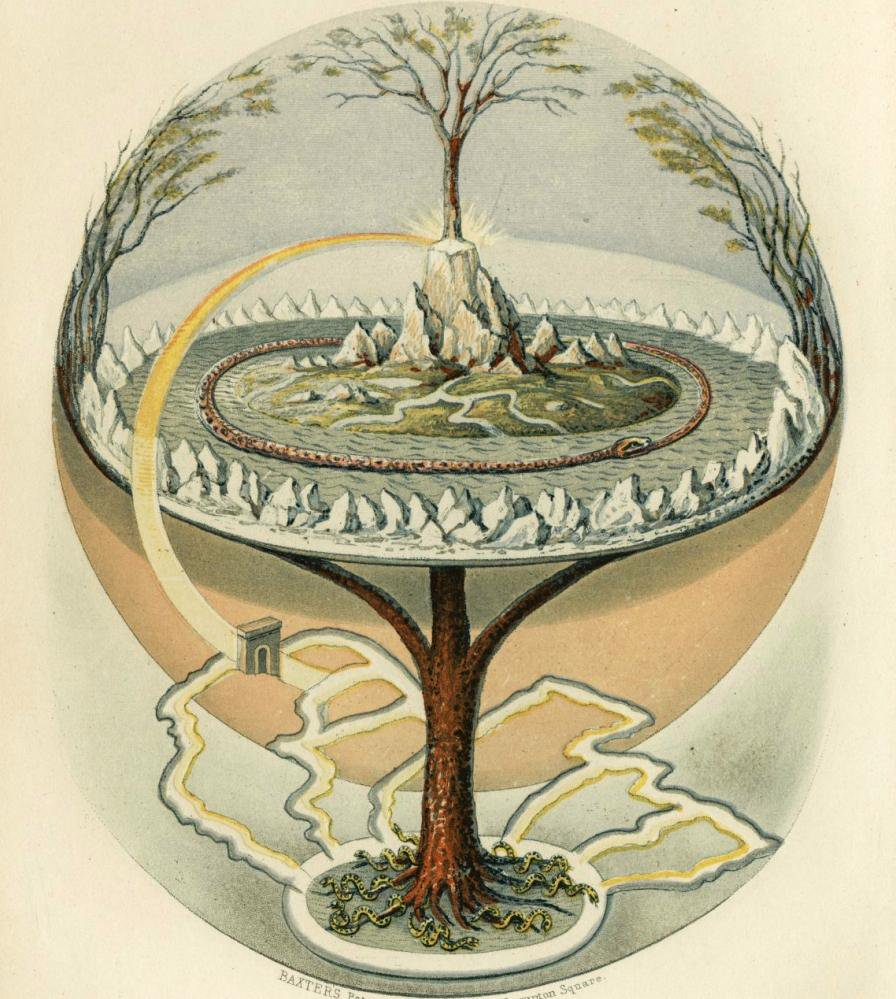

세계수(世界樹, world tree)는 수많은 종교 및 신화, 특히 인도유럽, 시베리아, 북아메리카에서 나타나는 모티프이다. 세계수란 하늘을 떠받치는 거대한 나무이며, 하늘과 지상, 그리고 뿌리를 통해 지하를 연결한다.
세계수 신화의 예로 헝가리 신화의 에기그에로파, 투르크 신화의 아아츄 아나, 몽골 신화의 모둔, 게르만 신화(북유럽 신화 포함)의 위그드라실과 이루민스루, 슬라브 신화 · 핀란드 신화 · 발트 신화의 오크, 요루바 신화의 이로코, 중국 신화의 건목(建木), 힌두 신화의 보리수 등을 들 수 있다.

## 일반 설명
장학금에 따르면 많은 유라시아 신화가 "세계수", "우주수", "독수리와 뱀나무"라는 모티브를 공유하고 있다. 보다 구체적으로는 아이티, 핀란드, 리투아니아, 헝가리, 인도, 중국, 일본, 북유럽, 시베리아 및 북아시아 샤머니즘 민속에 나타난다.
세계수는 종종 생명나무와 동일시되며, 세계의 중심 또는 축인 액시스 문디(axis mundi)의 역할도 수행한다. 또한 세상의 중심에 위치하며 우주의 질서와 조화를 상징한다. 로레타 센쿠테(Loreta Senkute)에 따르면 나무의 각 부분은 세계의 세 가지 영역(나무 꼭대기 - 하늘, 줄기 - 중간 세계 또는 땅, 뿌리 - 지하 세계) 중 하나에 해당하며 고전적 요소(상단 부분 - 불; 중간 부분 - 흙, 토양, 땅; 바닥 부분 - 물)와도 관련된다.
가지가 하늘에 닿고 뿌리가 뻗어 인간세계나 지상세계를 명계나 지하세계와 연결해준다고 한다. 이 때문에 나무는 하늘과 땅 사이의 중재자로 숭배되었다. 나무 꼭대기에는 독수리 둥지와 함께 발광체(별)와 천체가 있다. 여러 종의 새가 가지 사이에 자리 잡고 있다. 그 가지 아래에는 사람과 각종 동물이 살고, 그 뿌리 근처에는 뱀과 각종 파충류가 거처한다.
새는 잎사귀 꼭대기에 자리 잡고 있으며, 하늘의 영역을 나타내는 "종종 .... 날개 달린 신화 속의 생물"이다. 독수리는 창조자나 날씨의 신 역할을 하는 가장 흔한 새인 것 같다. 그 대척자는 나무 뿌리 사이를 기어다니는 뱀이나 뱀 모양의 생물로, "지하 세계의 상징"이다.
세계수의 이미지는 때때로 그 위에서 자라는 과일이나 근처에 있는 샘에 의해 불멸을 부여하는 것과 연관된다. 조지 레클러(George Lechler)도 지적했듯이 일부 설명에서는 이 "생명수"가 나무 뿌리에서 흘러나올 수도 있다.

## 북유럽 신화
북유럽 신화는 13세기의 고 에다나 신 에다에 이미 세계수 이그드라실이 언급되어 있다. 어느 곳에서도 이그드라실은 거대한 물푸레 나무이며, 세상의 중심에 생겨난 신성한 존재라고 여겨지고 있다. 이그드라실 가지는 아득히 하늘 높이 뻗어 있고, 그것을 받쳐주는 3개의 뿌리는 머나먼 세계로 연결되어 각각의 지혜의 샘, 푸베르겔밀, 미밀의 샘에 이른다. 아스는 매일 지혜의 샘에서 법정을 연다. 이그드라실 안에는 사슴, 다인, 프레스베릌, 라타토스크, 니즈헤그 같은 생물들이 살고 있다. 학술적으로는 이그드라실이라는 단어는 미밀의 나무, 레라즈, 웁살라의 성스런 나무와의 관계가 지적되고 있다.

## 같이 보기
- 천년을 흐르는 사랑